# Supercharger (album)
Supercharger er et album af groove metalbandet Machine Head.

## Spor
1. "Declaration" - 1:11
2. "Bulldozer" - 4:35
3. "White-Knuckle Blackout!" - 3:14
4. "Crashing Around You" - 3:13
5. "Kick You When You're Down" - 4:01
6. "Only the Names" - 6:07
7. "All in Your Head" - 4:05
8. "American High" - 3:48
9. "Brown Acid" - 0:59
10. "Nausea"- 4:23
11. "Blank Generation" - 6:38
12. "Trephination" - 4:58
13. "Deafening Silence" - 5:33
14. "Supercharger" - 3:48